# José Carioca
José Carioca (també conegut, sobretot al Brasil pel seu diminutiu Zé Carioca) és un personatge de ficció de la Walt Disney Company. José és un lloro antropomòrfic nascut a Rio de Janeiro, Brasil. Va ser creat el 1943 per protagonitzar, junt a l'Ànec Donald la pel·lícula Saludos Amigos. L'any següent, se'ls uniria Panchito Pistoles per esdevenir els tres cavallers, protagonistes de la pel·lícula homònima.
Al Brasil ha esdevingut un ídol nacional, i és un personatge de còmics que rivalitza en popularitat amb Mickey Mouse, l'Ànec Donald o l'Oncle Garrepa, els quatre personatges de Disney que compten amb capçalera pròpia als quioscos del país, fins que l'editora Abril els retirà el 2018. El 2020 un nou editor va reprendre les publicacions. A les historietes brasileres, en José viu a la ciutat fictícia brasilera de Vila Xurrupita (quan els altres personatges Disney viuen en altres ciutats fictícies dels EUA) amb altres personatges desconeguts a altres parts del món com el seu amic Néstor, un corb negre antropomòrfic. José ha anat canviant d'indumentària (canviant de la vestimenta original amb barret, tratge, paraigua i cigar a una amb samarreta i gorra) i pel que fa a la seua personalitat, és molt malfaener i odia treballar.
A les primeres historietes del personatge fetes al Brasil i publicades a la revista O Pato Donald, tant José com Donald vivien a patòpolis i compartien personatges i situacions.Entre altres desenvolupaments a la vida de José fets a posteriori pels artistes brasilers, José té un àlter ego superheroic (com Paperinik ho és de Donald) anomenat Morcego Verde (Rat-penat verd) i també és president del club de futbol de Vila Xurrupita.
Pel que fa a occident, José Carioca va ser un personatge molt popular a les historietes Disney fetes als EUA els anys 40, i va caure en desús posteriorment. Als anys 2000 va ser recuperat, junt amb Panchito Pistoles per l'artista Don Rosa.
A principis del 2020 es va estrenar la primera temporada de la sèrie anomenada The Legend Of The Three Caballeros, on Carioca esdevé protagonista juntament amb Donald i Panchito. La sèrie es basa en el mètode d'ensenyament de la pel·lícula The Three Caballeros (1944), però aquest cop, enlloc de viatjar per Sud-amèrica mostrant les cultures respectives, els tres cavallers viatgen per tot el món explicant episodis històrics. Amb tot, la producció té un encarament més modern, amb humor actualitzat, i un desenvolupament més ràpid i dinàmic que la pel·lícula original.